# Тлатлаукитепек
Тлатлаукитепе́к (исп. Tlatlauquitepec) — город в Мексике, в штате Пуэбла. Административный центр одноимённого муниципалитета.
Население — 9047 человек (2010 год).

## История
Город основан в 1524 году.